# Hut-heru (Monat)
| O10 |

| O10 |

| O6 · X1 | D2 · D21 |

| O6 · X1 | D2 · D21 |

| Q3 · X1 · N1 | V28 | N35 · D36 | N14 · Z1 · Z1 · Z1 | S29 | O10 |

| Q3 · X1 · N1 | V28 | N35 · D36 | N14 · Z1 · Z1 · Z1 | S29 | O10 |

| N11 · Z1 · Z1 · Z1 | SA · x · t |

| N11 · Z1 · Z1 · Z1 | SA · x · t |

| N11 · N14 | N11 · Z1 · Z1 · Z1 · N35 | SA · t · N33 |

| N11 · N14 | N11 · Z1 · Z1 · Z1 · N35 | SA · t · N33 |

ḥwt-ḥr Hut-heru, deutsch Haus des Horus, gräzisiert zu Ἅθωρ, deutsch Hathor, war im alten Ägypten der Name eines Festes und des dritten Monats (dann auch Ἄθυρ oder Ἀθύρ Hathyr) sowohl im Mondkalender als auch im Verwaltungskalender.

Namensgebend hierfür war eine wichtige Göttin dieses Namens in der ägyptischen Mythologie. 

## Hintergrund
Nach Assmann 2005 sind die Monatsnamen von Festnamen abgeleitet. Die entsprechenden Feste wurden gebunden an den Verwaltungskalender gefeiert.
Die jahreszeitliche Zuordnung von Fest- bzw. Monatsname zum 3. Monat im Achet entspricht einer Abbildung im Ramesseum. Gleichzeitig war traditionell der Achet die erste Jahreszeit im Jahr. So steht auch im Grab des Senenmut Hathor an dritter Stelle, wenngleich eine Zuordnung zu jahreszeitlichen Angaben dort nicht explizit enthalten ist.